# Encofrado

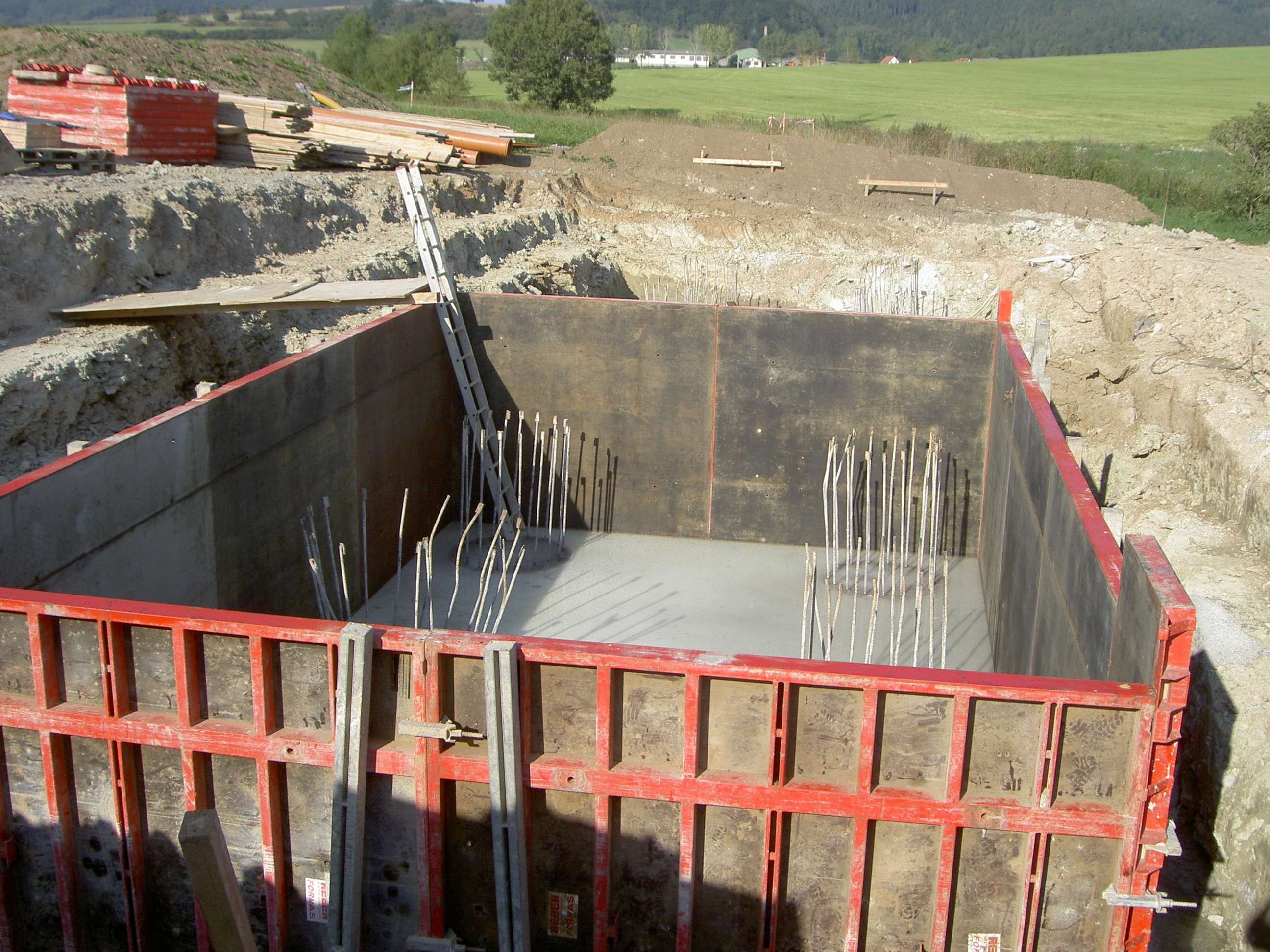
Encofrado de paneles modulares de estructura metálica y superficie de madera especial fenólica de gran resistencia, colocados para dar forma al hormigón de una zapata de cimentación.

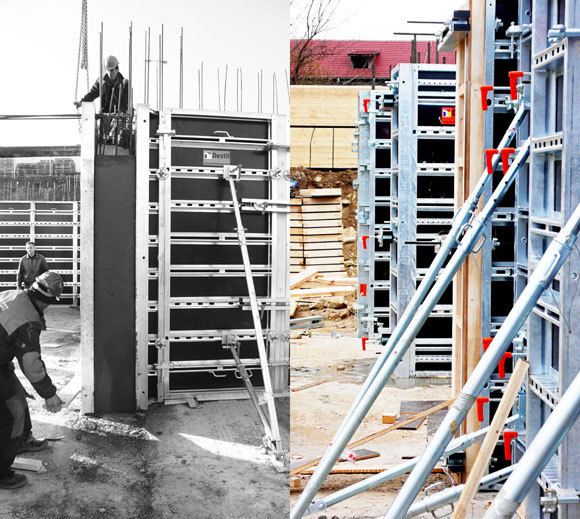
Encofrado Destil.

Un encofrado es el sistema de moldes temporales o permanentes que se utilizan para dar forma al hormigón u otros materiales similares como el tapial antes de fraguar.

## Sistemas de encofrados

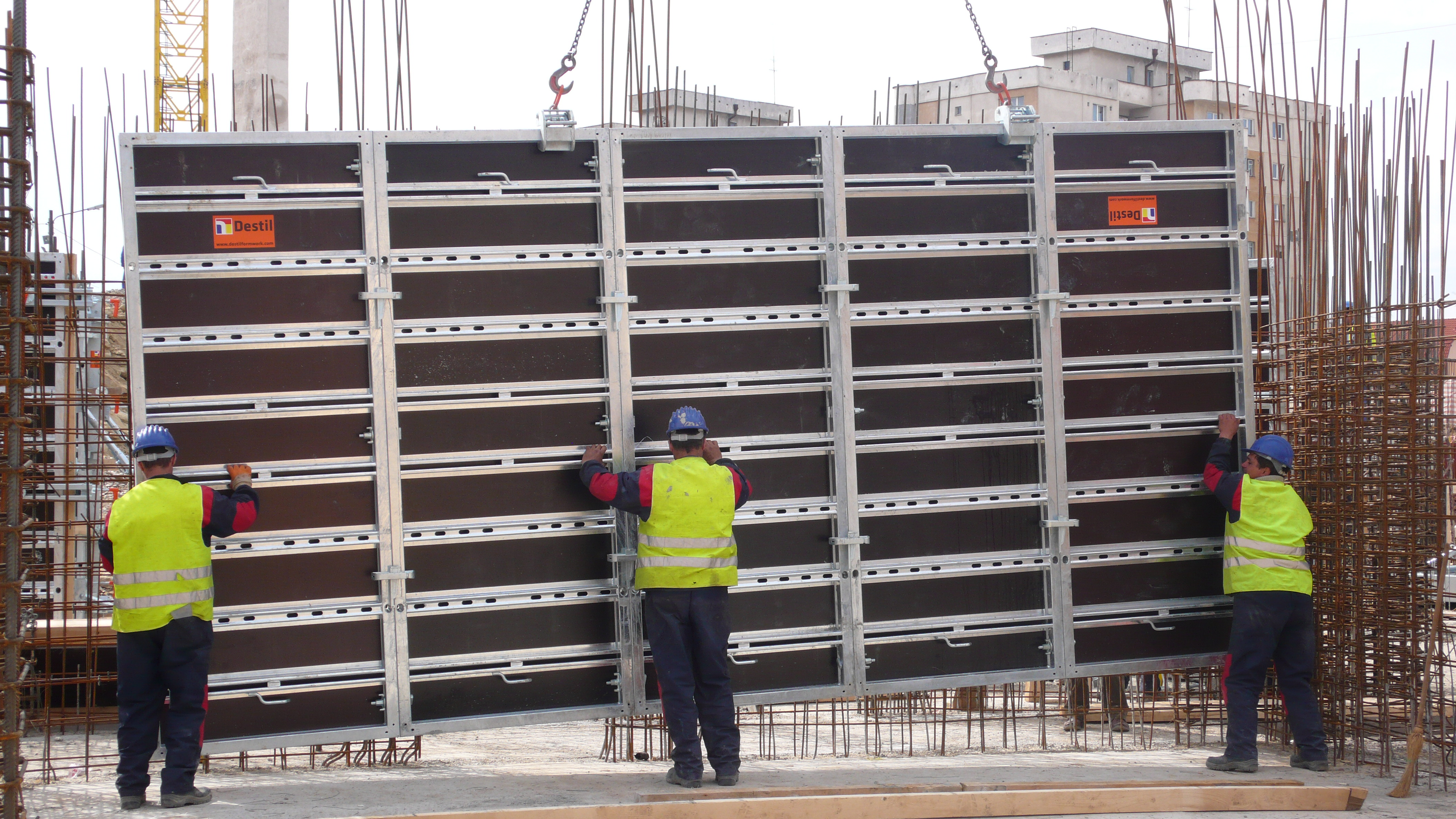
Encofrado modular desplazado mediante grúa.

- Sistema tradicional, cuando se elabora en obra utilizando piezas de madera aserrada y rolliza o contrachapado, es fácil de montar pero de lenta ejecución cuando las estructuras son grandes. Se usa principalmente en obras de poca o mediana importancia, donde los costes de mano de obra son menores que los del alquiler de encofrados modulares. Dada su flexibilidad para producir casi cualquier forma, se usan bastante en combinación con otros sistemas de encofrado.
- Encofrado modular o sistema normalizado, cuando está conformado de módulos prefabricados, principalmente de metal o plástico. Su empleo permite rapidez, precisión y seguridad utilizando herrajes de ensamblaje y otras piezas auxiliares necesarias. Es muy útil en obras de gran volumen.
- Encofrado deslizante, es un sistema que se utiliza para construcciones de estructuras verticales u horizontales de sección constante o sensiblemente similares, permitiendo reutilizar el mismo encofrado a medida que el edificio crece en altura o extensión. Este encofrado también dispone espacio para andamios, maquinaria, etc.
- Encofrado perdido, se denomina al que no se recupera para posteriores usos, permaneciendo solidariamente unido al elemento estructural. Puede hacerse con piezas de material plástico, cartón o material cerámico, y queda por el exterior de la pieza a moldear, generalmente de hormigón.
- Encofrado de aluminio, sistemas de moldes de aluminio de calidad para la construcción rápida de estructuras de concreto como muros, plataformas, vigas, columnas, etc.

## Losa de encofrado

### Historia

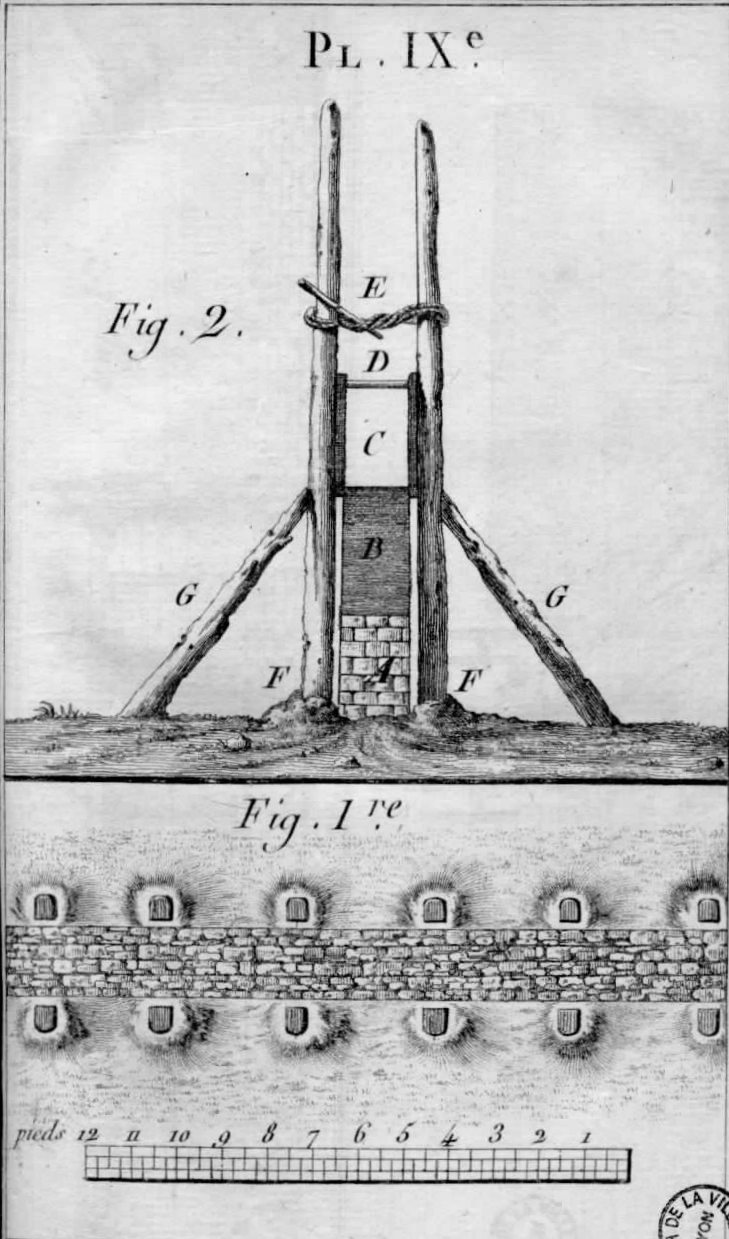
Sección vertical y horizontal del encofrado de un muro.

Los arquitectos romanos construyeron las primeras estructuras de hormigón en masa. Como el hormigón en masa no puede absorber grandes esfuerzos de tracción y torsión, estas primeras estructuras fueron arcos, bóvedas y cúpulas, que funcionan solamente a compresión. La estructura de hormigón más notable de esta etapa es la cúpula del Panteón de Roma. Los encofrados se hicieron con andamiajes y encofrados temporales con la forma de la futura estructura. Estos elementos auxiliares de construcción no sólo sirven para verter el hormigón, también han sido y son muy utilizadas en otros trabajos de albañilería. Para el hormigón, los romanos utilizaban yeso y cal como aglomerantes, además de un cemento natural obtenido de la piedra de Pozzuoli, llamado puzolana, pero no es un mineral fácil de obtener en otros lugares, por lo que no se volvió a utilizar el hormigón como material de construcción, hasta la invención del cemento Portland; el hormigón armado no podía hacerse con los demás aglomerantes puesto que atacan el hierro de las armaduras, oxidándolo.

### Losa de encofrado tradicional
Cuando surgen las primeras estructuras de losas de hormigón, para la construcción de estructuras temporales se emplearon técnicas que provenían de la albañilería y la carpintería. La técnica de encofrado de una losa tradicional consta de soportes de madera (troncos de árboles jóvenes), dispuestos en filas, de uno a dos metros de distancia, dependiendo del espesor de losa, que soportan los elementos del encofrado. Entre estos elementos, las sopandas, a modo de vigas se colocan aproximadamente cada treinta cm, junto con madera contrachapada superpuesta. Estas vigas de madera (sopandas) son por lo general de cinco a diez cm de ancho y unos quince de alto.

### Losa de encofrado de metal
Similar al anterior, pero sustituyendo las vigas auxiliares (sopandas) por otras metálicas, de aluminio o acero. También los «puntales» suelen ser metálicos, y se pueden reutilizar

### Encofrados de aluminio
Sistemas de encofrados de aluminio de calidad para la construcción rápida de estructuras de concreto como muros, plataformas, vigas, columnas, etc.

### Losa de encofrado modular
Son montados con módulos de madera, plástico, acero o aluminio.

### Sistema prefabricado:Flying Form Systems
Este sistema de encofrado está conformado por módulos, o «cuadrados», que pueden ser reutilizados en múltiples fases de un edificio. Las piezas se montan elevándolas mediante una grúa. Una vez en su posición los espacios entre los «cuadrados» se rellenan. Varían en forma y tamaño, así como su material de construcción. El uso de estos sistemas pueden reducir considerablemente el tiempo y la mano de obra en la instalación de los trabajos de encofrado. Por sus ventajas son muy utilizados en grandes superficies y estructuras sencillas. Es común que arquitectos e ingenieros diseñen con uno de estos sistemas la construcción.

#### Estructura
El tablero se monta con rapidez, y las partes del revestimiento de este sistema están ancladas entre sí de tal manera que puedan ser transportadas.

#### Apoyo
Todos los elementos de apoyo tienen que ser de altura regulable para permitir que el «tablero» se sitúe a altura correcta, y son desmontados después de fraguar el hormigón. Normalmente son de metal. Algunos sistemas combinan elementos de acero o aluminio.

#### Tamaño
El tamaño de estos tableros pueden variar de 8 m² a 150 m².

##### Montaje con grandes grúas
Este método consiste en el montaje de «cuadrados» con una gran zona de encofrado que sólo pueden ser trasladados mediante grúa. Su anchura puede ser de 5 a 7 metros, pero el largo puede ser ilimitado, de manera que sea posible transportarlos ensamblados, en un solo porte. La duración de montaje varía y puede tener más de treinta metros, dependiendo de la capacidad de la grúa. Después de fraguar el hormigón, las placas se separan y se trasladan junto al edificio. El lado que sobresale del encofrado se levanta mediante grúa y el resto del tablero se desplaza fuera del edificio. Está técnica es bastante común en los Estados Unidos y países del Asia Oriental. Las ventajas de esta técnica son la reducción de mano de obra, de tiempo y costes. Las desventajas de este método son la elevada capacidad de carga necesaria de las grúas de construcción, grúas auxiliares de alto costo, el tamaño de material y la poca flexibilidad.

##### Montaje con grúas y ascensores normales
Mediante este método los «cuadrados» tienen límites en tamaño y peso. El ancho mide entre 2 y 3 m, y la longitud es de 4 a 7 m, aunque el «cuadrado» puede variar en forma y tamaño. La principal diferencia de este método es que los tableros se levantan con una grúa, pues el material se transporta hasta el edificio. Son por lo general transportados con ascensor o plataforma elevadora y solo con desplazamientos horizontales de carros, dependiendo de su tamaño y de la construcción. Los ajustes se pueden hacer por carros. Esta técnica goza de popularidad en Estados Unidos, Europa y, en general, en países de alto costo de mano de obra. Las ventajas de este método en comparación con el encofrado con vigas o el modular es una nueva reducción de la mano de obra, de tiempo y costes. Los pequeños «cuadrados» son generalmente más fáciles de adaptar en aquellos edificios geométricamente complicados (no rectangulares, o redondos), o para montarlos alrededor de columnas, en comparación con sus homólogos más grandes. Los inconvenientes de este sistema son los costes elevados de los materiales, el aumento del tiempo de la grúa y (si es levantado con una grúa normal).

## Usos
Habitualmente se han empleado encofrados de madera, que permiten una gran versatilidad en formas, pero actualmente se emplean mucho los metálicos, especialmente en piezas de formas geométricas sencillas, para encofrar pilares o muros completos. También se emplean encofrados de cartón, en pilares de planta circular.
Una variedad importante son los llamados encofrados perdidos, en los que el material que sirve de molde queda formando parte de la obra.